# معرض الحيوانات المتنقل

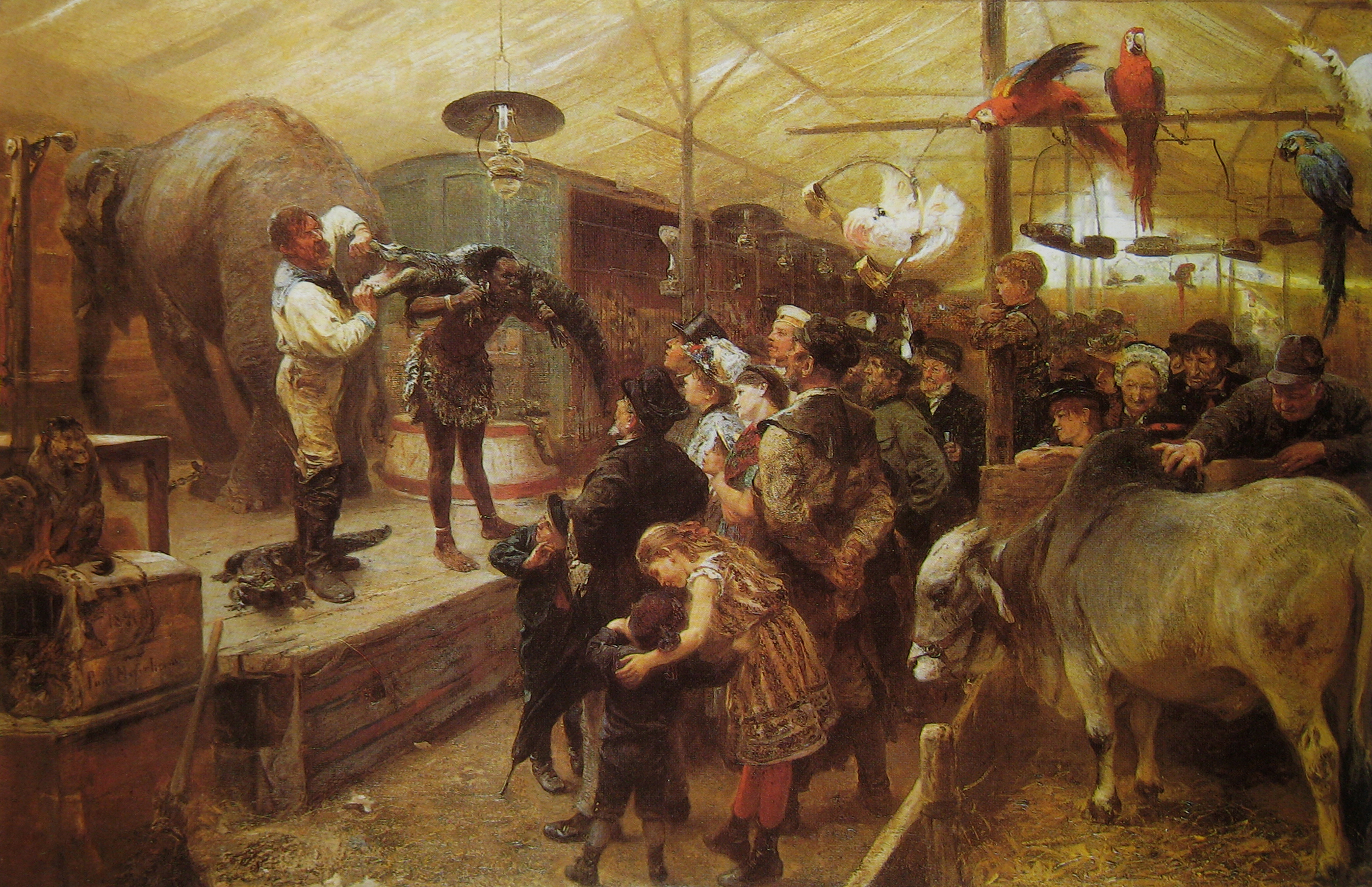

معرض الحيوانات المتنقل هو مجموعة جوالة من العارضين ومدربي الحيوانات الذين يزورون المدن ومعهم حيوانات عادية وأخرى غريبة. استخدم المصطلح «معرض الحيوانات»، الذي ظهر لأول مرة في فرنسا في القرن السابع عشر، أساسًا للإشارة إلى مجموعات الحيوان الأرستقراطية أو الملكية. معظم زوار معارض الحيوانات المتنقلة لن تتاح لهم فرصة رؤية مثل هذه الحيوانات تحت ظروف أخرى، فوصولهم إلى مدينة يسبب إثارة كبيرة. وكانت العروض ترفيهية وتعليمية على حد سواء، ففي عام 1872 وصفت جريدة سكوتسمان معرض الحيوانات المتنقل لجورج وومبويل بأنه «[يقام] لتعريف عامة الناس بقاطني الغابة أكثر مما تقوم به كتب التاريخ الطبيعي التي طبعت سابقًا أثناء وجودها التجوالي.»

## أوروبا
في إنجلترا ظهرت معارض الحيوانات المتنقلة لأول مرة في مطلع القرن الثامن عشر. وعلى العكس من معارض الحيوانات الأرستقراطية، تم تدريب هذه المجموعات الحيوانية المتنقلة عن يد العارضين الذين أشبعوا رغبة الإحساس بالسكان العاديين. واختلف حجم هذه العروض الحيوانية ولكن كان أكبرها تلك الخاصة بجورج وومبويل التي بلغت قبل عام 1839 خمس عشرة عربة.

## أمريكا الشمالية
كان الأسد هو أول حيوان غريب عُرف أنه تم عرضه في أمريكا، في مدينة بوسطن عام 1716، ثم تبعه بعد ذلك بخمسة أعوام عرض جمل في نفس المدينة. ثم في أغسطس عام 1727، وصل بحار مدينة فيلادلفيا ومعه أسد آخر والذي قام بعروض له في المدينة والمدن المجاورة لمدة ثمانية أعوام.
وكان أول فيل تم استيراده من الهند إلى أمريكا بواسطة قبطان سفينة اسمه يعقوب كروانينشيلد عام 1796. وتم عمل أول عرض له في مدينةنيويورك ثم تنقل بصورة واسعة على طول الساحل الشرقي. وفي عام 1834، جال معرض حيوانات نيويورك الخاص بجيمس وويليام هوويز إقليم نيو إنجلاند ومعه مجموعة من الحيوانات هي؛ الفيل ووحيد القرن وجمل وحمار وحشي ونو واثنين من النمور ودب قطبي والعديد من الببغاوات والقردة.
تباطأت معارض الحيوانات الجوالة في أمريكا تحت وطأة الاكتئاب التي سادت في أربعينيّات القرن التاسع عشر ثم توقفت مع اندلاع حرب أهلية. ولم يتبقَّ سوى معرض حيوانات متنقل واحد هو معرض حيوانات: إسحاق إيه فان أمبورف، الذي تنقل بالولايات المتحدة لمدة تقرب من أربعين عامًا. وعلى العكس من نظيراتها الأوروبية، فإن معارض الحيوانات والسيرك الأمريكي قد اتحدت كعروض متنقلة واحدة بتذكرة واحدة لمشاهدة كل منها. مما زاد من حجم وتنوع مجموعاتهما. سيرك رينجلينج برازرز وبارنوم وبايلي قام بالإعلان عن عروضه بأنها «أعظم معرض حيوانات في العالم».

## وصلات خارجية
- Travelling Menageries, National Fairground Archive
- The development of circus acts, Victoria and Albert Museum